# Berthe di Vito-Delvaux
Berthe di Vito-Delvaux (17 mai 1915 — 2 avril 2005) est une compositrice Belge.

## Biographie
Berthe di Vito-Delvaux est née à Angleur, Belgique. Elle étudia la théorie avec Désiré Duysens, l'harmonie avec Louis Lavoye et le piano avec Jeanne House au Conservatoire royal de Liège, et la composition avec Léon Jongen au Conservatoire royal de Bruxelles.
Elle se maria à dix-huit ans mais termina ses études puis prit un poste d'enseignant d'harmonie au conservatoire royal de Liège.
En 1949, Berthe di Vito-Delvaux s'installa à Hasselt puis revint en 1964 à Angleur où elle meurt en 2005.

## Prix et distinctions
- Prix Maria de la Ville de Liège en 1938
- Prix de Rome belge en 1943
- Prix de composition de Limbourg en 1952
- Prix Modeste Grétry de la Société d'Auteurs Belge – Belgische Auteurs Maatschappi (SABAM) en 1962
- Prix de la Consécration de la Ville de Liège pour l'ensemble de son œuvre en 1978[3]

## Œuvres
Di Vito-Delvaux a composé des ballets, des opéras, des œuvres théâtrales, ainsi que de la musique orchestrale, de la musique de chambre et chorale.
- Sonate pour cor et piano, Op. 109
- A Jacqueline op. 157, 1985 pour violon et piano
- Abandon op. 169, 1988 pour mezzo-soprano et piano
- Abigaïl op. 45, 1950 opéra
- Abigaïl: Air de Hugo op. 45, 1950 pour ténor et piano
- Adagio op. 68, 1954 pour violoncelle et piano
- Airs à danser op. 48, 1950 pour orchestre
- Airs à danser op. 49, 1951 pour piano
- Sonate pour violon et piano, Op. 60, 1955
- Amours païennes op. 24, 1943 pour ténor, soprano, chœur de femmes et orchestre
- Ariane et Bacchus/Bacchantes op. 24, 1943 pour orchestre
- Au long du chemin pour chœur de femmes a cappella
- Concerto, Op. 120 1969[3]
- Grétry opéra comique, Op. 137

Ses compositions ont été enregistrées sur CD, en particulier :
- Berthe di Vito-Delvaux (1915-2005) Chamber Music: Works for Voice and Wind Instruments, Audio CD, Quartziade